# Distretti congressuali dell'Ohio

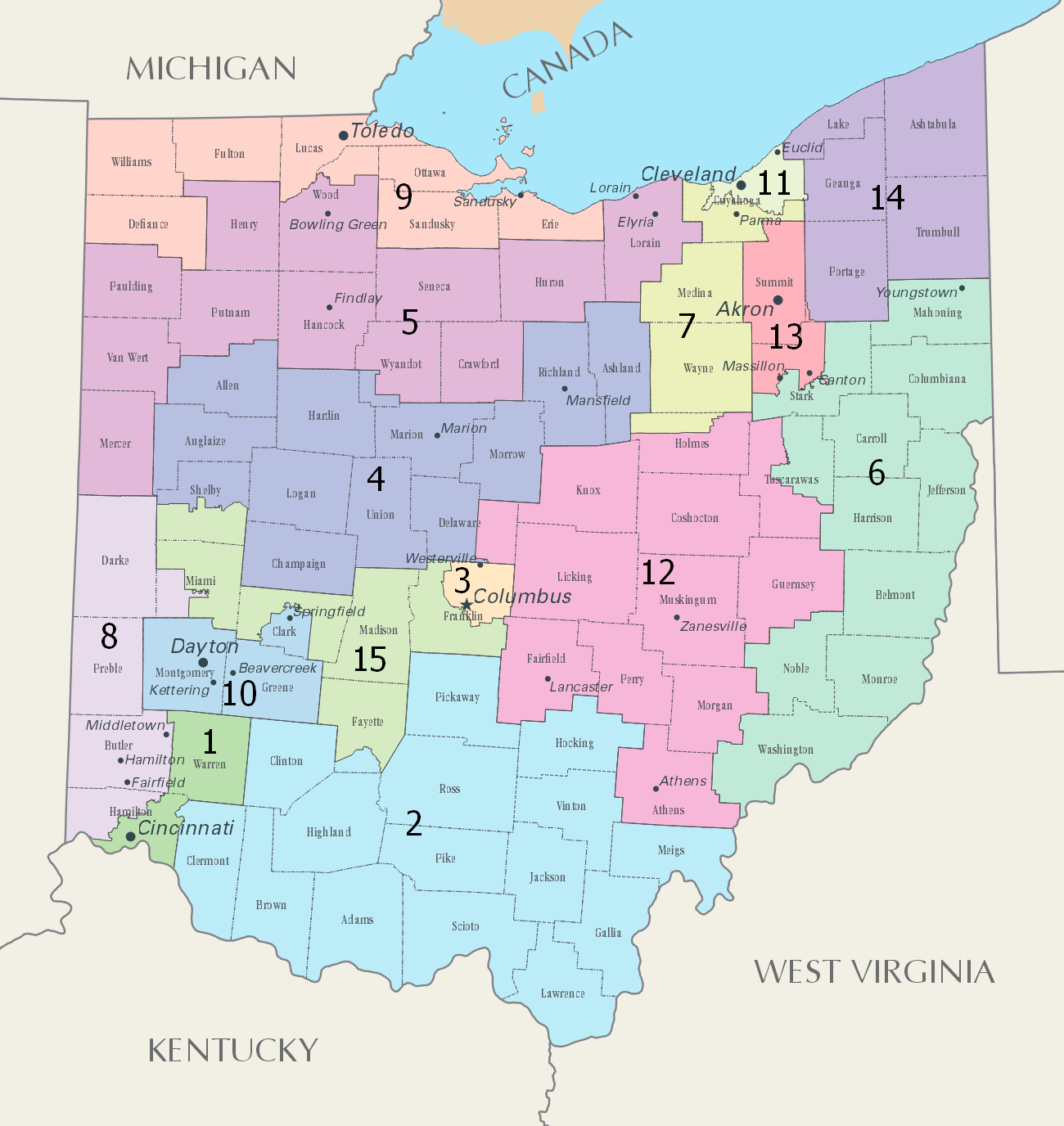
Distretti congressuali dell'Ohio

Lo Stato dell'Ohio è diviso in 15 distretti congressuali, ognuno rappresentato da un delegato alla Camera dei rappresentanti degli Stati Uniti.
I distretti sono attualmente rappresentati al 119º Congresso degli Stati Uniti d'America da 10 repubblicani e da 5 democratici.

## Distretti e rispettivi rappresentanti
| Distretto | Rappresentante  | Partito      | CPVI | In carica dal    | Mappa del distretto |
| --------- | --------------- | ------------ | ---- | ---------------- | ------------------- |
| 1°        | Greg Landsman   | Democratico  | D+3  | 3 gennaio 2023   |                     |
| 2°        | David Taylor    | Repubblicano | R+24 | 3 gennaio 2025   |                     |
| 3°        | Joyce Beatty    | Democratico  | D+21 | 3 gennaio 2013   |                     |
| 4°        | Jim Jordan      | Repubblicano | R+18 | 3 gennaio 2007   |                     |
| 5°        | Bob Latta       | Repubblicano | R+14 | 11 dicembre 2007 |                     |
| 6°        | Michael Rulli   | Repubblicano | R+16 | 11 giugno 2024   |                     |
| 7°        | Max Miller      | Repubblicano | R+5  | 3 gennaio 2023   |                     |
| 8°        | Warren Davidson | Repubblicano | R+12 | 7 giugno 2016    |                     |
| 9°        | Marcy Kaptur    | Democratico  | R+3  | 3 gennaio 1983   |                     |
| 10°       | Mike Turner     | Repubblicano | R+3  | 3 gennaio 2003   |                     |
| 11°       | Shontel Brown   | Democratico  | D+28 | 4 novembre 2021  |                     |
| 12°       | Troy Balderson  | Repubblicano | R+16 | 5 settembre 2018 |                     |
| 13°       | Emilia Sykes    | Democratico  | EVEN | 3 gennaio 2023   |                     |
| 14°       | David Joyce     | Repubblicano | R+9  | 3 gennaio 2013   |                     |
| 15°       | Mike Carey      | Repubblicano | R+4  | 4 novembre 2021  |                     |

## Cronologia delle configurazioni
Le tabelle riportano le mappe dei confini dei distretti congressuali dello stato dell'Ohio, presentati in maniera cronologica.
| Anno      | Cartina dello stato |
| --------- | ------------------- |
| 2003-2013 |                     |
| 2013-2023 |                     |
| Dal 2023  |                     |

## Distretti obsoleti
- Distretto congressuale at-large dell'Ohio
- Distretto congressuale at-large del Territorio dell'Ohio
- 16º Distretto congressuale dell'Ohio
- 17º Distretto congressuale dell'Ohio
- 18º Distretto congressuale dell'Ohio
- 19º Distretto congressuale dell'Ohio
- 20º Distretto congressuale dell'Ohio
- 21º Distretto congressuale dell'Ohio
- 22º Distretto congressuale dell'Ohio
- 23º Distretto congressuale dell'Ohio
- 24º Distretto congressuale dell'Ohio